# Győri ETO KC
Győri ETO KC (voller Name: Györi Egyetértés Torna Osztály Kézilabda Club, deutsch etwa: Györer Turnvereinigung Handballklub) ist ein ungarischer Handballverein aus Győr. Die Damenmannschaft spielt in der ersten ungarischen Liga. Die Herrenmannschaft, die früher in der ersten ungarischen Liga antrat, spielt in der zweithöchsten Liga.

## Geschichte

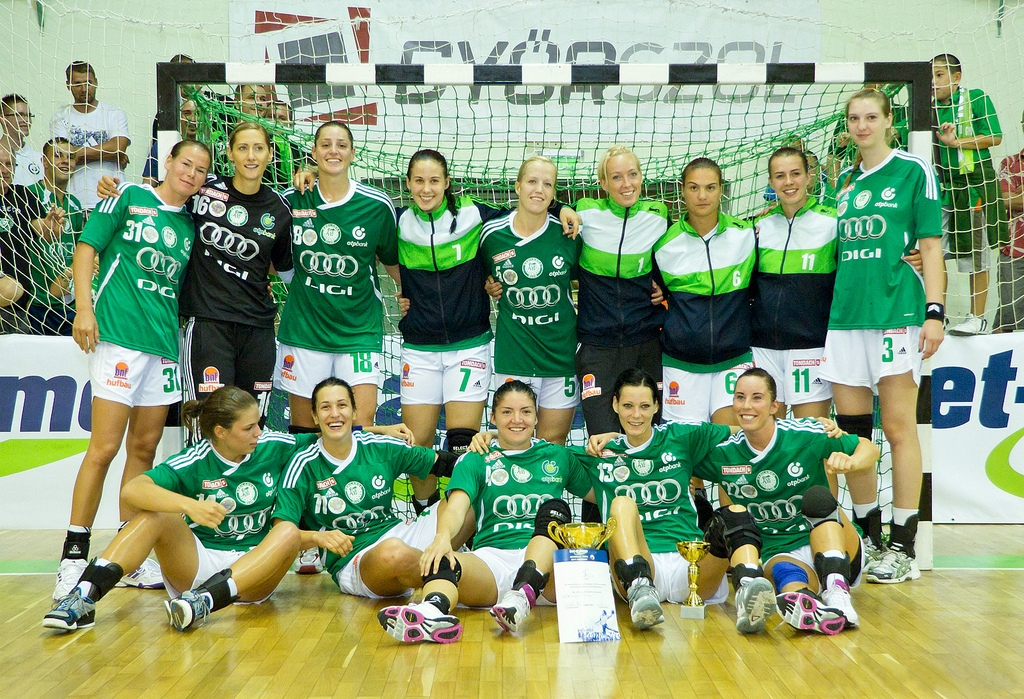
Mannschaftsfoto von Győri ETO KC (Saison 2011/12)

Der Verein wurde 1948 gegründet. Lange Zeit blieben beide Abteilungen erfolglos; bei den Herren dominierte vor allem Honvéd Budapest, bei den Damen Vasas Budapest die Liga. Die größten Erfolge feierte das Herren-Team gegen Ende der 1980er Jahre, als man dreimal ungarischer Meister wurde und 1986 den IHF-Pokal gewann. Beim Damen-Team erfolgte der Durchbruch erst im neuen Jahrtausend; so gewann man 2005, 2006 und 2008 die ungarische Meisterschaft und stieß 2007 und 2008 ins Halbfinale der EHF Champions League sowie 2006 ins Finale des Europapokals der Pokalsieger vor. In der Saison 2012/13 gewann Győri erstmals die Champions League. In der darauffolgenden Saison verteidigte die Mannschaft diesen Titel.

## Sponsoring
Der Verein trägt seinen Hauptsponsor im Namen, aktuell nennt sich die Damen-Abteilung Győri Audi ETO KC, die Herren-Abteilung GyőrHő ETO FKC.
Vorher nannten sich beide Abteilungen bereits Győri Vasas, Győri Vasas ETO (1948–1968) und Győri Rába ETO (1969–1993); die Damen-Abteilung hieß zeitweise Győri Keksz ETO und Győri Graboplast ETO, die Herren-Abteilung Győri Gardénia ETO, Győri Tento ETO, Győri Rába Quelle ETO und Győri Seat ETO.

## Damen

### Aktueller Kader
| Nr. | Nation      | Name                  | Position        | Geburtsdatum       |
| --- | ----------- | --------------------- | --------------- | ------------------ |
| 31  | Ungarn      | Zsófi Szemerey        | Tor             | 2. Juni 1994       |
| 89  | Danemark    | Sandra Toft           | Tor             | 18. Oktober 1989   |
| 99  | Frankreich  | Hatadou Sako          | Tor             | 21. Oktober 1995   |
| 4   | Schweden    | Nathalie Hagman       | Rechtsaußen     | 19. Juli 1991      |
| 5   | Schweden    | Linn Blohm            | Kreismitte      | 20. Mai 1992       |
| 7   | Norwegen    | Kari Brattset         | Kreismitte      | 15. Februar 1991   |
| 9   | Schweden    | Anna Lagerquist       | Kreismitte      | 16. Oktober 1993   |
| 10  | Brasilien   | Bruna de Paula        | Rückraum links  | 26. September 1996 |
| 14  | Norwegen    | Kristine Breistøl     | Rückraum links  | 23. August 1993    |
| 15  | Slowenien   | Tjaša Stanko          | Rückraum links  | 5. November 1997   |
| 17  | Niederlande | Kelly Dulfer          | Rückraum links  | 21. März 1994      |
| 20  | Danemark    | Kristina Jørgensen    | Rückraum links  | 17. Januar 1998    |
| 21  | Norwegen    | Veronica Kristiansen  | Rückraum Mitte  | 10. Juli 1990      |
| 22  | Ungarn      | Viktória Győri-Lukács | Rechtsaußen     | 31. Oktober 1995   |
| 23  | Ungarn      | Csenge Fodor          | Linksaußen      | 23. April 1999     |
| 26  | Norwegen    | Emilie Hovden         | Rechtsaußen     | 5. April 1996      |
| 27  | Frankreich  | Estelle Nze Minko     | Rückraum Mitte  | 11. August 1991    |
| 28  | Niederlande | Bo van Wetering       | Linksaußen      | 5. Oktober 1999    |
| 48  | Niederlande | Dione Housheer        | Rückraum rechts | 26. September 1999 |
| 68  | Danemark    | Helena Elver          | Rückraum Mitte  | 1. März 1998       |

### Bekannte ehemalige Spielerinnen
Bekannte ehemalige Spielerinnen sind Eduarda Amorim, Katarina Bulatović, Anita Görbicz, Kari Aalvik Grimsbø, Nycke Groot, Katrine Lunde Haraldsen, Anita Kulcsár, Andrea Lekić, Amandine Leynaud, Heidi Løke, Nora Mørk, Stine Bredal Oftedal, Katalin Pálinger, Jovanka Radičević und Eszter Tóth.

### Trainer
Trainer der Mannschaft war von 2012 bis 2018 und von 2021 bis 2023 Ambrosio Martín. Aktuell wird die Mannschaft von Per Johansson trainiert.

### Erfolge
- Ungarische Meisterschaft (18): 1957, 1959, 2005, 2006, 2008, 2009, 2010, 2011, 2012, 2013, 2014, 2016, 2017, 2018, 2019, 2022, 2023, 2025
- Ungarischer Pokal (15): 2005, 2006, 2007, 2008, 2009, 2010, 2011, 2012, 2013, 2014, 2015, 2016, 2018, 2019, 2021
- Europapokal der Pokalsieger: Finale: 2006, Halbfinale: 2003
- EHF-Pokal: Finale: 1999, 2002, 2004, 2005
- EHF Champions League: Sieger (7): 2013, 2014, 2017, 2018, 2019, 2024, 2025 Finale: 2009, 2012, 2016, 2022 Halbfinale: 2007, 2008, 2010, 2021, 2023

## Herren

### Bekannte ehemalige Spieler
- Julio Fis
- Péter Tatai
- Gergő Iváncsik
- Tamás Iváncsik

### Erfolge
- Ungarische Meisterschaft: 1987, 1989, 1990
- Ungarischer Pokalsieger: 1973, 1985, 1986, 1987
- EHF-Pokal: 1986